# Мершавцев, Фёдор Матвеевич
Мершавцев Фёдор Матвеевич (26 (14) апреля 1835, дер. Марьяновка, Херсонский уезд, Херсонская губерния — 1903, Кривой Рог) — российский дворянин, капитан-лейтенант Императорского морского флота, участник Крымской войны и первой обороны Севастополя.

## Биография
Родился в 1835 году в Херсонской губернии Российской империи.
Окончил Морской кадетский корпус в Петербурге. С 1854 года — юнкер флота. Участник двух кругосветных путешествий, в первом походе был юнгой, во втором — мичманом.
Участник Крымской войны. С 13 сентября по 6 октября 1854 года служил в Севастополе в гарнизоне 3-го бастиона, участник первой обороны Севастополя, дважды ранен. После войны продолжил служить на Черноморском флоте, служил на Николаевской военно-морской базе.
В 1884 году уволился в чине капитан-лейтенанта. По приглашению своей тётки приехал в Кривой Рог, где и остался жить. Увлёкся садоводством. На правом берегу Саксагани, вдоль реки Ингулец, разбил первый в городе общественный фруктовый парк-сад. Саженцы заказывал из Европы: Амстердама, Рима. Считался лучшим садоводом Юга России.
В 1884 году в Кривом Роге начал строительство особняка из красного кирпича по улице Грабовского (памятник истории с 1997 года), который не сохранился. В 1903 году построил первый в городе фонтан, карусели, качели, лодочную станцию.
Был женат. Умер в 1903 году в Кривом Роге, где и был похоронен. Могила снесена в 1920-х годах, во время реконструкции улицы Глинки. Предполагалось, что мог быть похоронен на старом кладбище Николаева.

## Награды
- Орден Святого Станислава 2-й степени;
- Орден Святого Станислава 3-й степени;
- Орден Святой Анны 3-й степени;
- Медаль «За защиту Севастополя»;
- Медаль «В память войны 1853—1856».

## Память
Имя Фёдора Мершавцева носит парк в Кривом Роге.